# Sheldon Deeny
Sheldon Deeny (Fort Collins, 14 oktober 1984) is een voormalig Amerikaans professioneel wielrenner die in het verleden uitkwam voor TIAA-CREF/5280 en Bissell Pro Cycling Team.

## Overwinningen
2003
- 1e etappe Estes Cycling Challenge Colorado

2009
- 4e etappe Madera County Stage Race

## Grote rondes
Geen